# Кегль
Кегль (реже ке́гель, родительный падеж обоих вариантов — ке́гля, от нем. Kegel) — размер типографского шрифта по вертикали, включающий верхнюю и нижнюю грань отпечатка буквы с учётом её верхнего и нижнего выносных элементов. 
В других источниках указано что Кегль (м.) то же Ке́гля (ж.), типографское толща, стопочка отлитой буквы, размер литеры в толщину. Кегль измеряется в пунктах (обозначение pt, п., пт).

## Цифровой набор

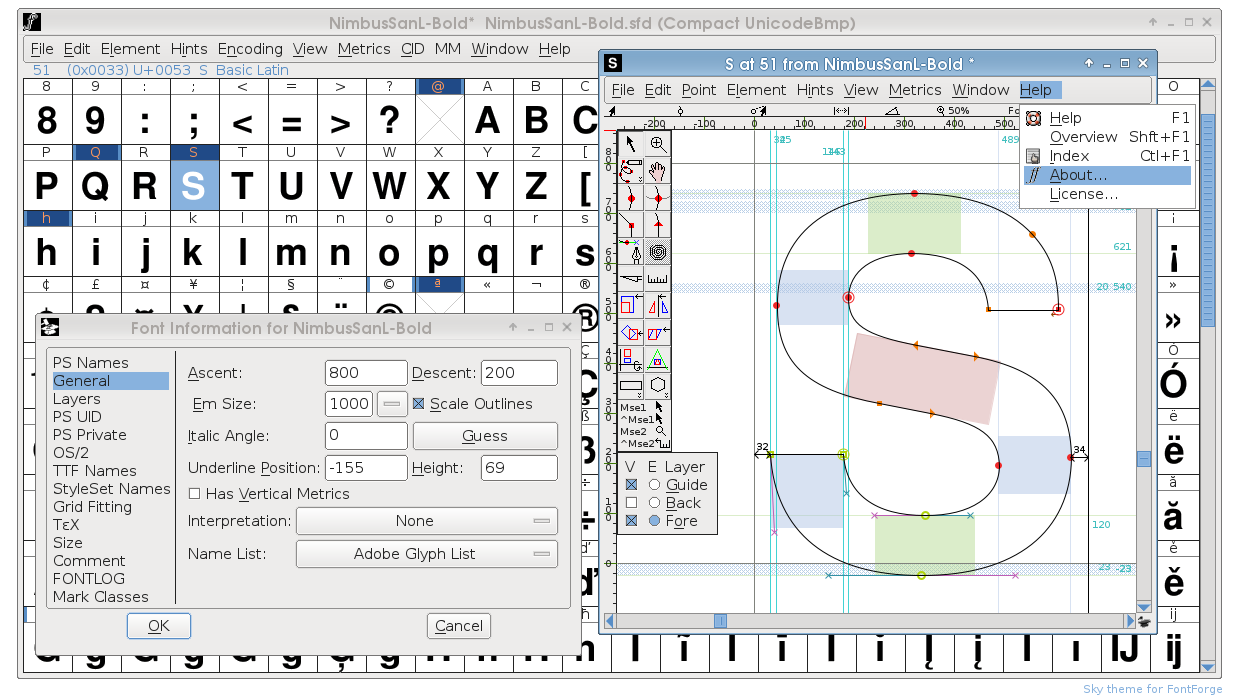
Свободный дизайн буквы в em-квадрате

В цифровом наборе дизайнеры компьютерных шрифтов располагают символы в em-квадрате в любом размере и позиции. В дальнейшем используя эти шрифты в программах, при задании размера шрифта em-квадрат масштабируется к этой высоте, а не высота конкретных шрифта или буквы.

## Терминология
В компьютерных системах часто предлагается изменять «размер текста» или «размер шрифта», не используя термин «кегль». В литературе и словарях совместно встречаются названия «размер шрифта» и «кегль шрифта» к англ. font size и type size. При переводе термина point size (букв. размер в пунктах) нередко используется «кегль» в переводах на русский. Термин кегль устанавливается и используется в ГОСТ 3489.1-71, ОСТ 29.127-2002 и др.

## Ручной набор

Изображение типографской литеры. Размер d — кегль

В ручном наборе высокого способа печати кегль — это размер типографской литеры, измерялся через высоту от верха до низа строки (грани литеры). Определялся числом типографских пунктов.
В линотипном наборе кегль измеряли через расстояние между задней и передней стенками строки. Высота литерной площадки включает в себя нижнее заплечико, высоту самой буквы (знака) и высоту верхнего заплечика. На оттиске кегль измеряют визуально «на глаз» и измеряют его условно через высоту буквы (знака) с учётом невидимых верхних и нижних заплечиков. При подстановке двух литер вместе или двух линотипных строк, между ними образовывался «интерлиньяж» — пробельное расстояние между строками. Шпацию, применяемую в ручном наборе, в зависимости от её толщины называют кегельной и полукегельной.
Кегль пишется дробью (бастардный кегль) когда буква одного размера отлита на литере от другого размера. Например, 16/12 — это 16-й кегль, отлитый на ножку 12-го кегля.

## Размер типографского пункта
Для измерения шрифтов существуют две системы:
- система Дидо, созданная в Париже в 1785 году и принятая в Европе (Германия, Франция и др.), а позднее в России (СССР);
- англо-американская типометрическая система, где основной единицей является пика (пайка, от англ. pica), равная 1⁄6 дюйма.

В обеих системах единицей измерения является типографский пункт.
В системе Дидо 1 пт равен 1/72 французского дюйма (27,06995 мм) или 0,3759 мм (при расчётах эту величину как правило округляют до значения 0,376 мм).
В англо-американской системе Пика, которая базируется на английском дюйме (25,4 мм), пункт составил 0,353 мм. Точное значение пункта было определено United States Type Founders Association в 1886 г. как 0,01387 (1/72,27) дюймов. Британские печатники, использовавшие 1/72, позднее адаптировали американскую величину.
с 1886 года пункт равен в точности 0,0138(3) дюйма, или 0,3513(6) мм, однако во многих системах цифровой печати и настольных издательских системах используется пункт, равный 1⁄72 дюйма, или 0,352(7) мм.
Термин «кегль» также используется и в монотипной системе измерения.

## Собственные имена кеглей
Ещё во времена металлического набора у наборщиков сложилось профессиональное наименование кеглей различного размера: диамант, нонпарель, петит, боргес, цицеро, миттель, терция и др. В России выделяют кегли:
- бриллиант (3 пт)
- диамант (4 пт)
- перл (5 пт)
- агат (5,5 пт)
- нонпарель (6 пт)
- миньон (7 пт)
- петит (8 пт)
- боргес (9 пт)
- корпус (10 пт)
- цицеро (11 пт)
- гробе-цицеро[прим. 1] (12 пт)
- миттель (14 пт)
- терция (16 пт)
- парангон (двойной боргес) (18 пт)
- текст (двойной корпус) (20 пт)
- двойное цицеро (24 пт)
- двойной миттель (28 пт)
- малый канон (32 пт)
- крупный канон (40 пт)
- квадрат (48 пт)
- реал (120 пт)

## Таблица кеглей
| Размер в пунктах | Название в системе Дидо   | Название в англо-американской системе     | Условный пример |
| ---------------- | ------------------------- | ----------------------------------------- | --------------- |
| 3                | Бриллиант                 | Half-Nonpareil / Excelsior                | Aa              |
| 4                | Диамант                   | Brilliant                                 | Aa              |
| 5                | Перл                      | Pearl                                     | Aa              |
| 5½               | Агат                      | Ruby / Agate                              | Aa              |
| 6                | Нонпарель                 | Nonparel                                  | Aa              |
| 6½               |                           | Minionette / Emerald                      | Aa              |
| 7                | Миньон                    | Mignon                                    | Aa              |
| 8                | Петит                     | Brevier                                   | Aa              |
| 9                | Боргес                    | Bourgeois                                 | Aa              |
| 10               | Корпус                    | Long Primer                               | Aa              |
| 11               |                           | Small Pica                                | Aa              |
| 12               | Цицеро                    | Pica                                      | Aa              |
| 14               | Миттель                   | English                                   | Aa              |
| 16               | Терция                    | 2-line Brevier / Columbian                | Aa              |
| 18               | Парангон / Двойной боргес | Great Primer                              | Aa              |
| 20               | Текст                     | 2-line Long Primer / Paragon              | Aa              |
| 24               | Двойное цицеро            | 2-line Pica / Double Pica                 | Aa              |
| 28               | Двойной миттель           | 2-line English / Double English           | Aa              |
| 32               | Малый канон               | — / 4-line Brevier                        | Aa              |
| 36               |                           | 2-line Great Primer / Double Great Primer | Aa              |
| 40               | Крупный канон             | — / Double Paragon                        | Aa              |
| 48               | Квадрат                   | Canon                                     | Aa              |
| 120              | Реал                      |                                           | Aa              |
| 150              | Империал                  |                                           | Aa              |
| 210              | Санспарель                |                                           | Aa              |

## Комментарии
1. ↑  Из нем. Grobe Cicero (гро́бе ци́церо) — «крупное цицеро».